# Leonureae
Leonureae Dumort., 1827 è una tribù di piante Spermatofite Dicotiledoni appartenenti alla famiglia delle Lamiaceae (ordine delle Lamiales).

## Etimologia
Il nome della tribù deriva dal suo genere più importante: Leonurus, la cui etimologia deriva da due parole greche: "leon" (= leone) e "oura" (= coda) che insieme significano "simile alla coda di un leone" (in riferimento alla pubescenza di alcune specie di questo genere). Il nome scientifico della tribù è stato definito dal botanico, naturalista e politico belga Barthélemy Charles Joseph Dumortier (Tournai, 3 aprile 1797 – 9 giugno 1878) nella pubblicazione "Florula belgica, opera majoris prodromus - 46." del 1827.

## Descrizione

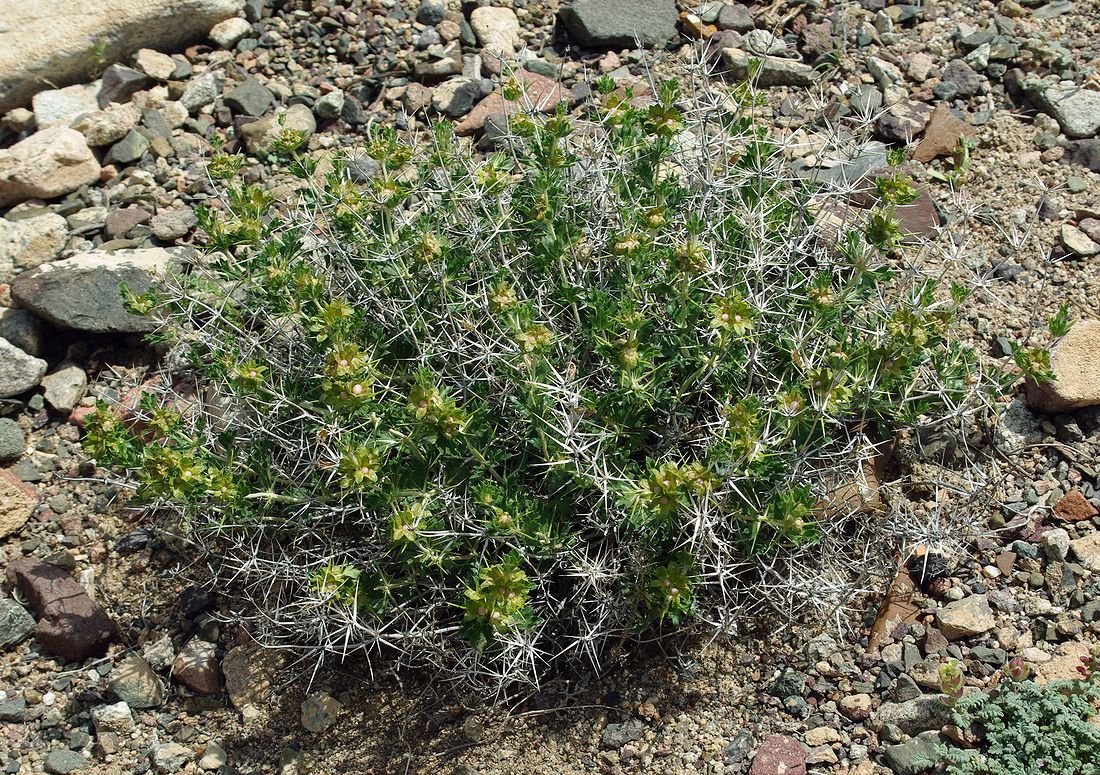
Il portamento
Lagochilus platyacanthus

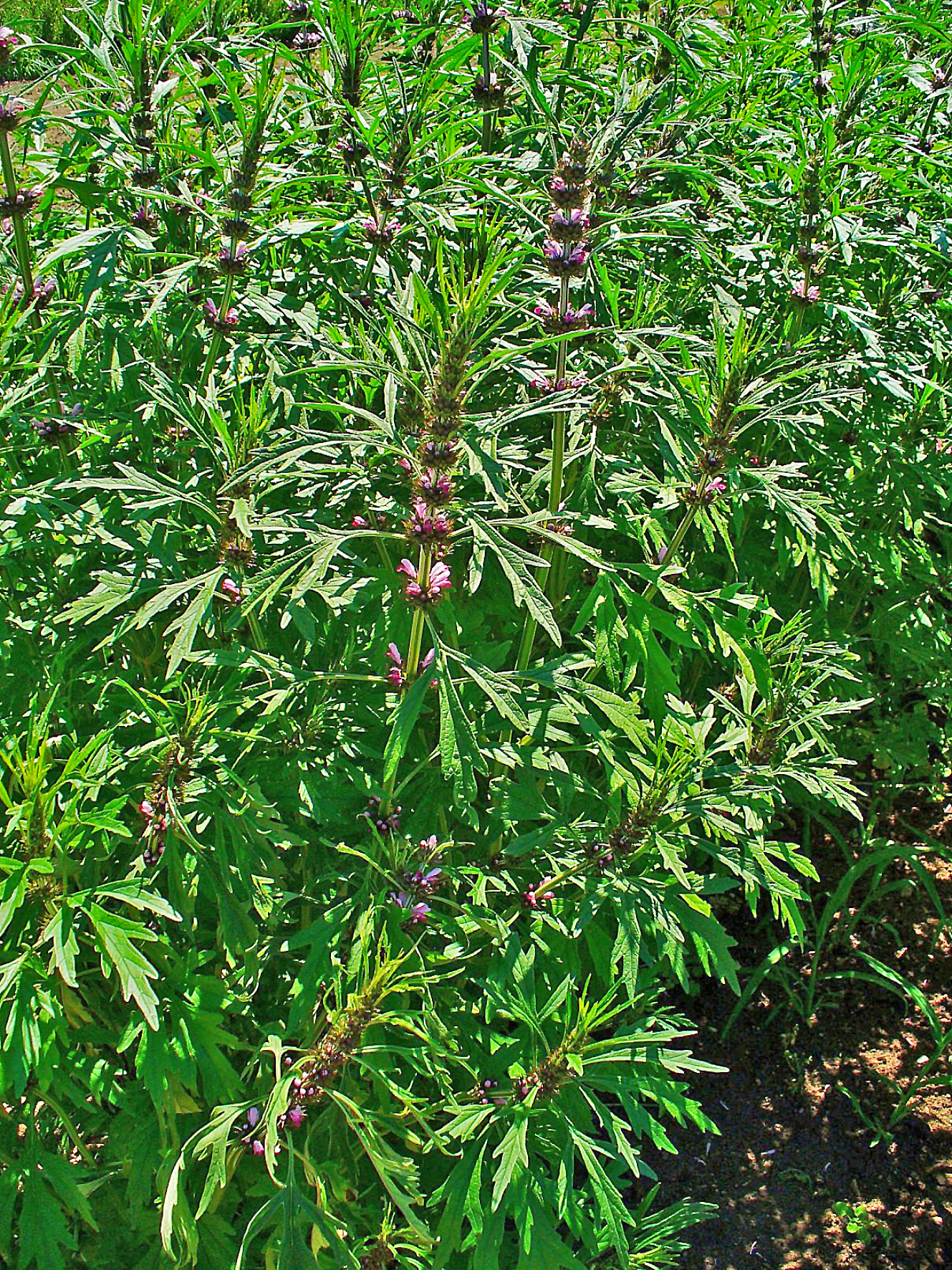
Le foglie
Leonurus sibiricus

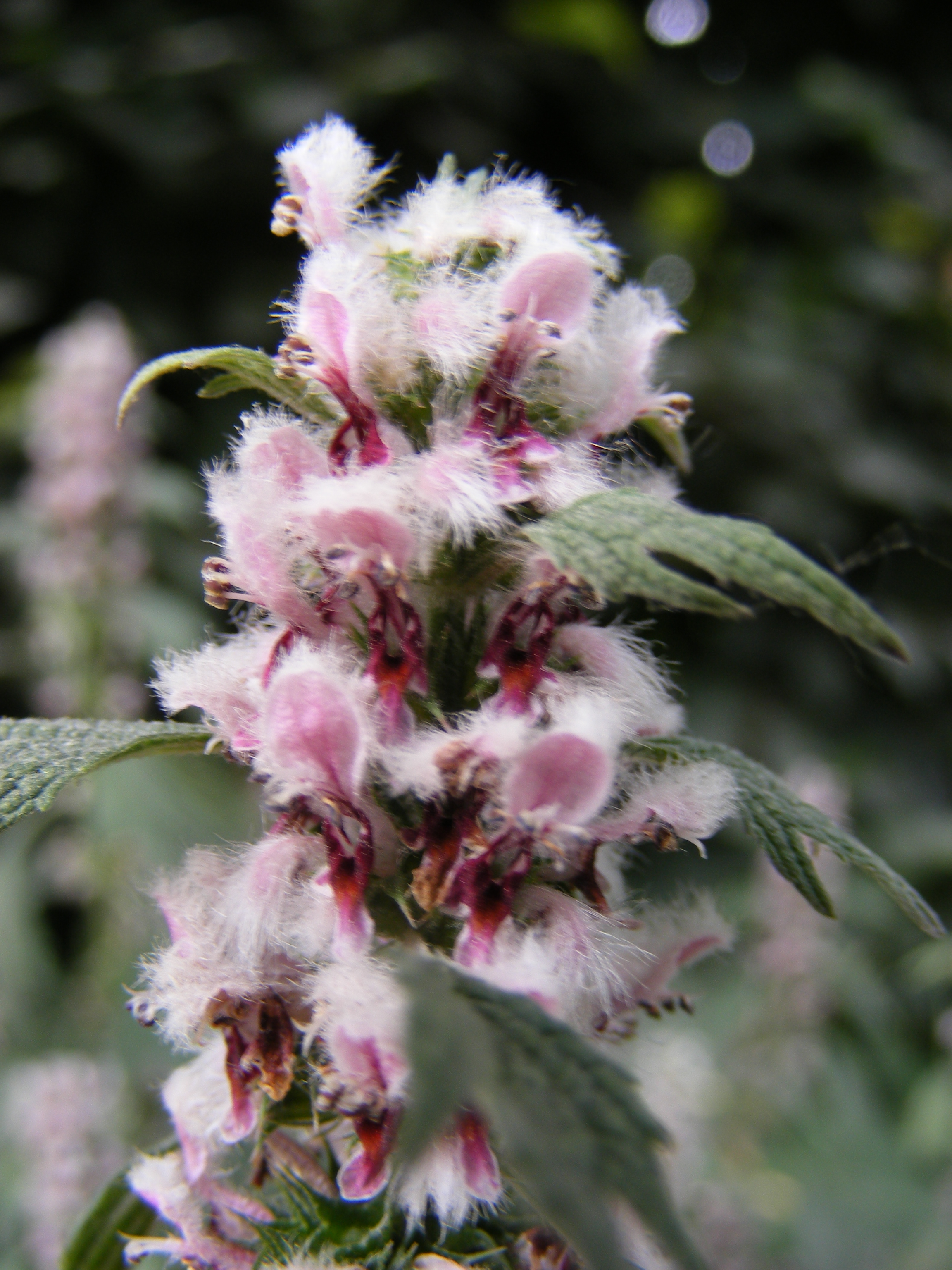
Infiorescenza
Leonurus cardiaca

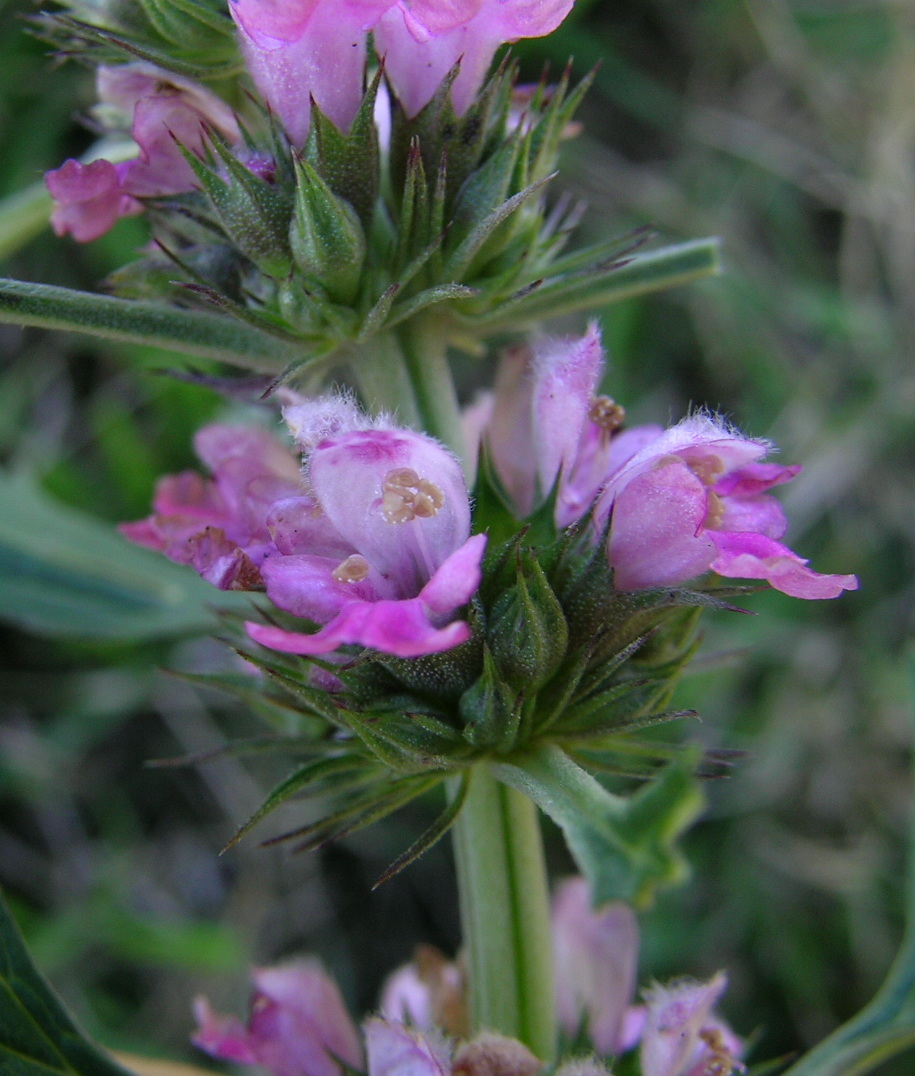
I fiori
Leonurus japonicus

- Il portamento delle specie di questa tribù è erbaceo annuale o perenne con radici legnose o snelli rizomi, ma anche subarbustivo o arbustivo. L'indumento è formato da peli semplici anche lanosi. Il fusto ha una sezione quadrangolare a causa della presenza di fasci di collenchima posti nei quattro vertici, mentre le quattro facce sono concave. In queste piante sono inoltre presenti ghiandole contenenti oli eterei che emanano caratteristici aromi[6][7][8][9][10][11]
- Le foglie sono intere profondamente seghettate o del tipo lobato-palmate con 3 - 7 lobi (o anche pennatopartite) con lamine a forma da lanceolato-stretta a orbicolare o cordata. I lobi sono arrotondati o spinosi (mucronati). Lungo il caule le foglie sono disposte in modo opposto e possono essere lungamente picciolate (Loxocalyx). All'ascelle delle foglie possono essere presenti delle spine.
- Le infiorescenze sono terminali cimose (anche racemose come in Loxocalyx) di tipo tirsoide. Inoltre sono formate da verticilli ascellari sovrapposti. Ogni verticillo è composto da 3 o più fiori (una decina o più) disposti circolarmente poggianti su due grandi brattee fogliose (o semplicemente delle foglie) lievemente staccate dall'infiorescenza vera e propria ma comunque sub-sessili. Le brattee del verticillo seguente sono disposte in modo alternato. I fiori sono sessili oppure pedicellati. Nell'infiorescenza sono anche presenti sia brattee che bratteole spinescenti.
- I fiori sono ermafroditi, zigomorfi, tetrameri (4-ciclici), ossia con quattro verticilli (calice – corolla - androceo – gineceo) e pentameri (5-meri: la corolla e il calice sono a 5 parti). Sono inoltre omogami (autofecondanti).

- Formula fiorale. Per la famiglia di queste piante viene indicata la seguente formula fiorale:

X, K (5), [C (2+3), A 2+2] G (2), (supero), drupa, 4 nucule
- Calice: il calice, gamosepalo, è normalmente zigomorfo. I lobi sono 5 (raramente 4) di solito subuguali e raggruppati con struttura 3/2 con il lobo posteriore più lungo. La parte terminale dei lobi può essere spinosa, mentre la forma dei lobi è da oblunga a ampiamente ovata. La forma del calice è più o meno campanulata. La superficie del calice è percorsa da alcune (5) venature.

- Corolla: la corolla, gamopetala e zigomorfa, alla base ha la forma di un tubo e termina con due evidenti labbra con 4 lobi (in genere tre riuniti e uno isolato) oppure 5 lobi (struttura: 2/3). Il labbro posteriore (in realtà quello superiore) è lungo e ha la forma di un cappuccio; quello inferiore è proiettato in avanti (raramente verso l'alto) ed termina con uno o più lobi con quello centrale generalmente più grande di quelli laterali. La corolla spesso si presenta barbata o densamente pubescente. In alcune specie le fauci internamente sono circondate da un anello di peli obliqui per impedire l'accesso ad insetti più piccoli e non adatti all'impollinazione. I colori della corolla sono rosa, bianco o giallo.

- Androceo: l'androceo possiede quattro stami didinami generalmente corti (quelli anteriori sono più lunghi) tutti fertili e inclusi nella corolla e posizionati sotto il labbro superiore. I filamenti sono adnati alla corolla e sono complanari. Le antere sono ravvicinate a coppie e sono biloculari, glabre o pelose. Le teche sono distinte, parallele o divaricate; la deiscenza è logitudinale. I granuli pollinici sono del tipo tricolpato o esacolpato. Il nettario a forma di disco è ricco di sostanze zuccherine.

- Gineceo: l'ovario è supero formato da due carpelli saldati (ovario bicarpellare) ed è 4-loculare per la presenza di falsi setti. La placentazione è assile. Gli ovuli sono 4 (uno per ogni presunto loculo), hanno un tegumento e sono tenuinucellati (con la nocella, stadio primordiale dell'ovulo, ridotta a poche cellule). Lo stilo inserito alla base dell'ovario (stilo ginobasico) è del tipo filiforme. Lo stigma è bifido con lobi subuguali.

- Il frutto è uno schizocarpo composto da 1 - 4 nucule con forme trigone obovoidi, troncate all'apice; la superficie può essere glabra o ricoperta da peli ghiandolosi oppure con ghiandole sessili posizionate all'apice. I frutti spesso rilasciano i semi con facilità (sono fragili).

## Riproduzione
- Impollinazione: l'impollinazione avviene tramite insetti tipo ditteri e imenotteri (impollinazione entomogama).[9]
- Riproduzione: la fecondazione avviene fondamentalmente tramite l'impollinazione dei fiori (vedi sopra).
- Dispersione: i semi cadendo a terra (dopo essere stati trasportati per alcuni metri dal vento – disseminazione anemocora) sono successivamente dispersi soprattutto da insetti tipo formiche (disseminazione mirmecoria).[14] I semi hanno una appendice oleosa (elaisomi, sostanze ricche di grassi, proteine e zuccheri) che attrae le formiche durante i loro spostamenti alla ricerca di cibo.[15]

## Distribuzione e habitat
Le specie di questa tribù vivono in luoghi sassosi, nelle foreste (o ai lati di queste) o terreni disturbati dei climi temperati; ma anche sui pendii secchi (anche ghiaiosi) dei deserti e aree semidesertiche o rocciose. La distribuzione è quasi del tutto Eurasiatica.

## Tassonomia
La famiglia di appartenenza della tribù (Lamiaceae), molto numerosa con circa 250 generi e quasi 7000 specie, ha il principale centro di differenziazione nel bacino del Mediterraneo e sono piante per lo più xerofile (in Brasile sono presenti anche specie arboree). Per la presenza di sostanze aromatiche, molte specie di questa famiglia sono usate in cucina come condimento, in profumeria, liquoreria e farmacia. La famiglia è suddivisa in 7 sottofamiglie; la tribù Leonureae appartiene alla sottofamiglia Lamioideae.

### Filogenesi

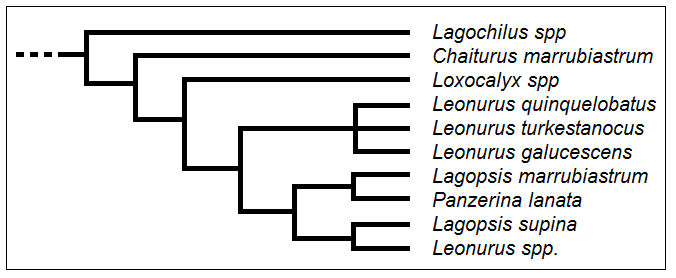
Cladogramma della tribù

La tribù Leonureae è monofiletica e all'interno della sottofamiglia Lamioideae è "gruppo fratello" del "core" della stessa formato dalle tribù Marrubieae, Lamieae e Leucadeae. All'interno della tribù il genere Lagochilus è "gruppo fratello" del resto del gruppo. In posizione intermedia, da un punto di vista filogenetico, si trovano i generi Chaiturus e Loxocalyx. Gli altri tre generi formano il clade più interno della tribù. Il genere Lagopsis (recentemente incluso nella tribù soprattutto per alcuni caratteri morfologici come le foglie palmate a lobi e gli stami corti.) risulta parafiletico; mentre Panzerina è annidato all'interno di Leonurus. Le relazioni di questi ultimi tre generi per il momento sono irrisolte, e l'analisi morfologica non fornisce molto supporto alla filogenesi molecolare. Il genere Leonurus rimane quindi non monofiletico. Alcuni caratteri morfologici sono comuni ai cinque generi più interni come la brevità delle bratteole, l'assenza delle spine all'ascella delle foglie e il breve labbro posteriore della corolla. Viceversa le differenze tra questi generi sono varie. Il genere Chaiturus differisce dal genere Leonurus per la forma delle foglie e del calice, la disposizione degli stami e anche per il numero dei cromosomi. Il genere Panzerina differisce dal genere Leonurus per la dimensione, il colore e la forma della corolla, ma anche per la diversa morfologia delle nucule. Inoltre Panzerina e Chaiturus differiscono da Leonurus sia ecologicamente che biogrograficamente: Chaiturus marrubiastrum è una specie ruderale dell'areale Euro-mediterraneo, le specie del genere Panzerina sono distribuite nelle regioni semi-desertiche dell'Asia centrale; "Lagopsis" ha invece un'ampia distribuzione nell'Asia temperata.
Il cladogramma a lato, tratto dallo studio citato e semplificato, dimostra la struttura interna della tribù.
Le possibili sinapomorfie per la tribù sono: gli stami brevi inclusi nel tubo della corolla e le foglie lobate in modo palmato come pure le venature palmate delle foglie.

### Composizione della tribù
La tribù è formata da 6 generi e circa 60 specie:
- Chaiturus Ehrh. ex Willd., 1787 (Una specie: Chaiturus marrubiastrum (L.) Ehrh. ex Rchb.) - Distribuzione: dall'Europa centrale alla Siberia sud-occidentale e alla Cina occidentale.
- Lagochilus Bunge ex. Benth., 1834 (Circa 40 specie) - Distribuzione: Iran, Cina, Pakistan e Mongolia.
- Lagopsis Bunge, 1835 (4 specie) - Distribuzione: Siberia, Kazakistan, Mongolia, Cina (nord-occidentale), Kashmir e Giappone
- Leonurus L., 1753 (4 specie) - Distribuzione: Eurasia (temperata).
- Loxocalyx Hemsl., 1890 (2 specie) - Distribuzione: Cina e Giappone
- Panzerina Sojak, 1982 (6 specie) - Distribuzione: Siberia e Mongolia

### Generi/specie in Europa e Italia
In Europa (e nell'areale del Mediterraneo) è presente il genere Chaiturus con una specie (Chaiturus marrubiastrum (L.) Ehrh. ex Rchb.) presente anche sul territorio spontaneo italiano con il sinonimo di Leonurus marrubiastrum. e il genere Leonurus  con 4 specie, una delle quali (Leonurus cardiaca L.) è presente spontaneamente anche sul territorio italiano.

## Alcune specie

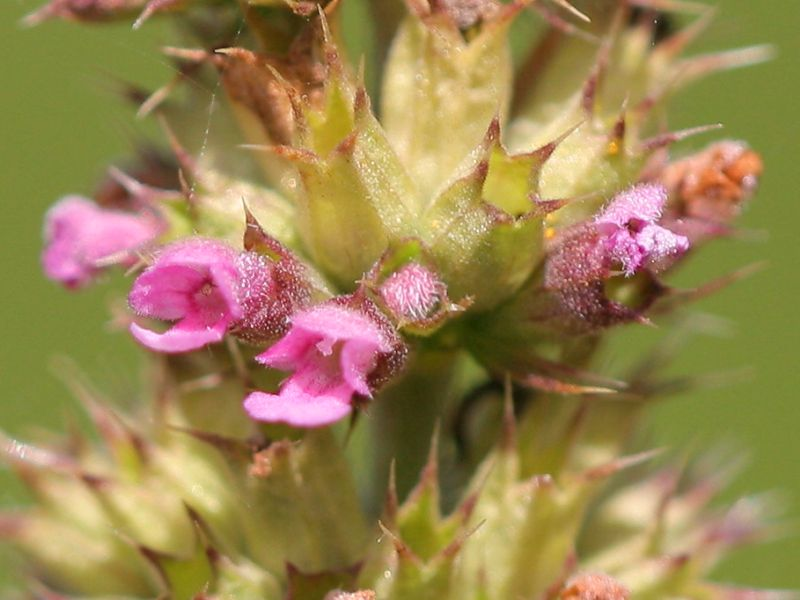
Leonurus marrubiastrum
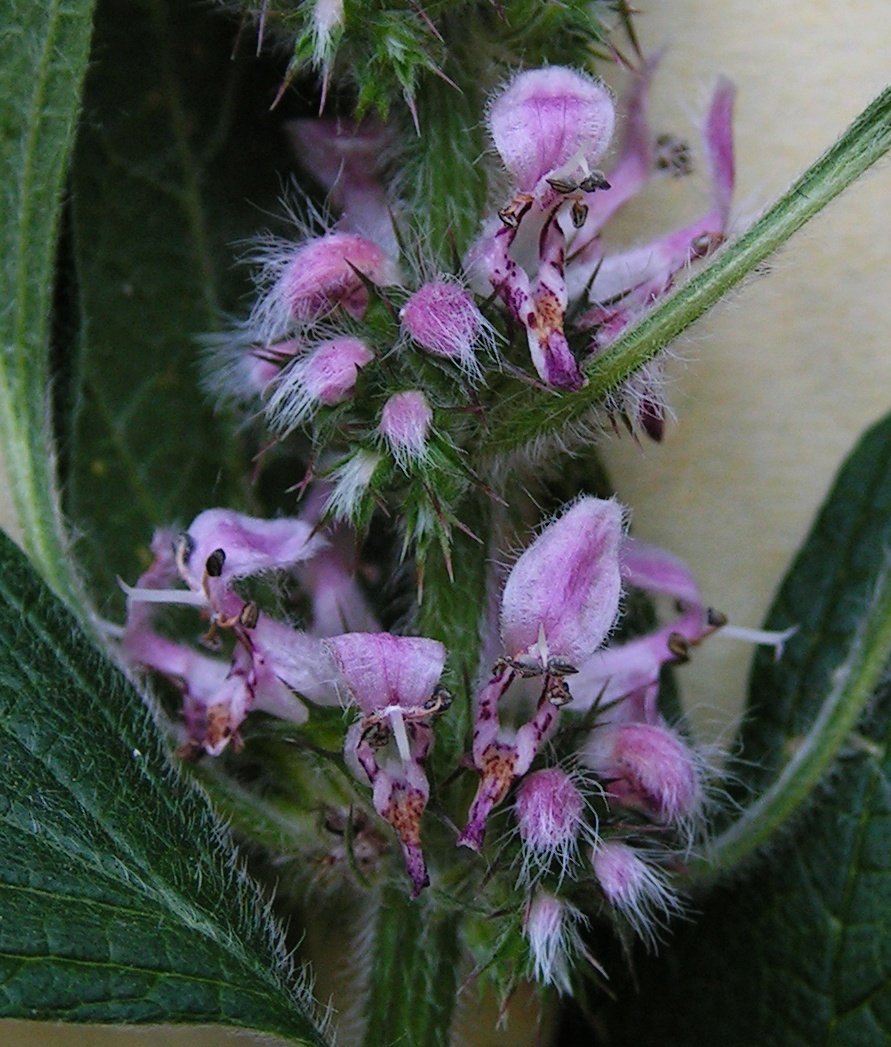
Leonurus quinquelobatus